# Episodi di Binny e il fantasma (prima stagione)
Il primo episodio di Binny e il fantasma è andato in onda in Germania il 23 marzo 2013 su Disney Channel; i rimanenti episodi dal 2 novembre 2014 sullo stesso canale.
In Italia è in onda dal 31 ottobre 2014 su Disney Channel.
| nº | Titolo originale          | Titolo italiano           | Prima TV Germania | Prima TV Italia  |
| -- | ------------------------- | ------------------------- | ----------------- | ---------------- |
| 1  | Der heimliche Mitbewohner | Il coinquilino segreto    | 23 marzo 2013     | 31 ottobre 2014  |
| 2  | Und es hat Puff gemacht   | Il primo giorno di scuola | 2 novembre 2014   | 7 novembre 2014  |
| 3  | Madame Buh                | Madame Buh                | 9 novembre 2014   | 14 novembre 2014 |
| 4  | Auf den Hund gekommen     | Una chiave misteriosa     | 16 novembre 2014  | 21 novembre 2014 |
| 5  | Team-Geist                | Spirito di squadra        | 23 novembre 2014  | 28 novembre 2014 |
| 6  | Bei Crash Cash            | Il tamponamento           | 30 novembre 2014  | 5 dicembre 2014  |
| 7  | Der Kunstraub             | Furto al museo            | 7 dicembre 2014   | 9 gennaio 2015   |
| 8  | Aufs Pferd Gekommen       | Andiamo a cavallo         | 14 dicembre 2014  | 16 gennaio 2015  |
| 9  | Die Posting Pest          | L'unione fa la forza      | 21 dicembre 2014  | 23 gennaio 2015  |
| 10 | Im Wald                   | Nel bosco                 | 28 dicembre 2014  | 30 gennaio 2015  |
| 11 | Der Schulball             | Il ballo di fine anno     | 4 gennaio 2015    | 6 febbraio 2015  |
| 12 | Lady Diamond              | Lady Diamond              | 11 gennaio 2015   | 13 febbraio 2015 |
| 13 | Ice, Ice Binny            | L'orologio di ghiaccio    | 18 gennaio 2015   | 20 febbraio 2015 |